# Rolando Silva
Rolando David Silva Cabello (Guayaquil, Ecuador; 15 de junio de 1995) es un futbolista ecuatoriano. Juega como portero y su equipo actual es Orense Sporting Club de la Serie A de Ecuador.

## Trayectoria
Se inició en las categorías formativas de Fedeguayas.
En el 2013 ayudó a la selección de Guayas a ganar la final de fútbol masculino dentro de los IV Juegos Deportivos Nacionales Juveniles de Chimborazo en el mismo año, donde se enfrentó a la Selección de Esmeraldas. En aquel partido Silva, fue quien se vistió de figura al atajar dos penales a los esmeraldeños con lo cual pudieron celebrar la obtención del título.
En el 2014 pasa al Municipal Cañar, donde logra su debut profesional ese mismo año. En 2016 llega al Orense Sporting Club que participaba en la Segunda Categoría y donde llegó a jugar en la categoría sub-25 además de conseguir el ascenso a la Serie B y tras llevar dos temporadas consecutivas en aquella categoría (2018 y 2019) consigue el ascenso a la Serie A para la temporada 2020 al quedar campeón de la Serie B 2019.

## Estadísticas

### Clubes
Actualizado al último partido disputado el 2 de agosto de 2025.
| Club                      | Div.          | Temporada     | Liga  | Liga  | Copas nacionales | Copas nacionales | Copas internacionales | Copas internacionales | Total | Total |
| Club                      | Div.          | Temporada     | Part. | Goles | Part.            | Goles            | Part.                 | Goles                 | Part. | Goles |
| ------------------------- | ------------- | ------------- | ----- | ----- | ---------------- | ---------------- | --------------------- | --------------------- | ----- | ----- |
| Municipal Cañar · Ecuador | 2.ª           | 2014          | 2     | 0     | —                | —                | —                     | —                     | 2     | 0     |
| Municipal Cañar · Ecuador | Total club    | Total club    | 2     | 0     | 0                | 0                | 0                     | 0                     | 2     | 0     |
| Orense · Ecuador          | 3.ª           | 2016          | 13    | 1     | —                | —                | —                     | —                     | 13    | 1     |
| Orense · Ecuador          | 3.ª           | 2017          | 31    | 0     | —                | —                | —                     | —                     | 31    | 0     |
| Orense · Ecuador          | 2.ª           | 2018          | 30    | 0     | —                | —                | —                     | —                     | 30    | 0     |
| Orense · Ecuador          | 2.ª           | 2019          | 24    | 0     | 3                | 0                | —                     | —                     | 27    | 0     |
| Orense · Ecuador          | 1.ª           | 2020          | 28    | 0     | —                | —                | —                     | —                     | 28    | 0     |
| Orense · Ecuador          | 1.ª           | 2021          | 29    | 0     | —                | —                | —                     | —                     | 29    | 0     |
| Orense · Ecuador          | 1.ª           | 2022          | 29    | 0     | 2                | 0                | —                     | —                     | 31    | 0     |
| Orense · Ecuador          | 1.ª           | 2023          | 30    | 0     | —                | —                | —                     | —                     | 30    | 0     |
| Orense · Ecuador          | 1.ª           | 2024          | 30    | 0     | 0                | 0                | —                     | —                     | 30    | 0     |
| Orense · Ecuador          | 1.ª           | 2025          | 23    | 0     | 0                | 0                | 1                     | 0                     | 24    | 0     |
| Orense · Ecuador          | Total club    | Total club    | 267   | 1     | 5                | 0                | 1                     | 0                     | 273   | 1     |
| Total carrera             | Total carrera | Total carrera | 269   | 1     | 5                | 0                | 1                     | 0                     | 275   | 1     |
| 1. 2.                     |               |               |       |       |                  |                  |                       |                       |       |       |

## Palmarés

### Campeonatos nacionales
| Título                                    | Equipo              | Año  |
| ----------------------------------------- | ------------------- | ---- |
| IV Juegos Deportivos Nacionales Juveniles | Selección de Guayas | 2013 |
| Serie B de Ecuador                        | Orense S. C.        | 2019 |